# Стів Гарві
Бродерік Стівен «Стів» Гарві (англ. Broderick Stephen "Steve" Harvey; нар. 17 січня 1957, Велч, Західна Вірджинія) — американський комік, телеведучий, продюсер, актор і автор. Він веде Steve Harvey Morning Show, ток-шоу Steve Harvey, Family Feud і Little Big Shots. Він є автором Act Like a Lady, Think Like a Man, яка була опублікована у березні 2009 року, і книги Straight Talk, No Chaser: How to Find and Keep a Man.
Гарві раніше вів Showtime at the Apollo, грав головну роль у The Steve Harvey Show, і був показаний в The Original Kings of Comedy. Він є триразовим переможцем Денної премії «Еммі», а також 13-кратним переможцем премії NAACP Image Award в різних категоріях.